# نخل پالمیرا
نخل پالمیرا (نام علمی: Borassus) نام یک سرده از تیره نخل است.

## گونه‌ها
- نخل پالمیرای آفریقایی
- براسوس آکئاسی
- نخل پالمیرای آسیایی
- نخل پالمیرای گینه نو
- نخل پالمیرای ماداگاسکار
- نخل پالمیرای آفریقایی